# Фрайдей, Майк
Майк Фрайдей (англ. Mike Friday, родился 25 апреля 1972 года в Чичестере) — английский регбист, выступавший на позиции скрам-хава, и регбийный тренер; наставник сборной США по регби-7 в 2014—2024 годах, с которой завоевал серебряные медали Мировой серии по регби-7 в сезоне 2018/2019. В прошлом тренировал сборные Англии и Кении по регби-7.

## Игровая карьера
Как игрок, Фрайдей выступал за команды «Лондон Уоспс», «Харлекуинс» и «Блэкхит». За «Уоспс» Фрайдей играл в 1991—1993, 1997—2000 и 2001—2002 годах (в последние два промежутка провёл 52 матча в чемпионате Англии, занеся 7 попыток и набрав 35 очков). За «Блэкхит» выступал в 1993—1996 годах, за «Харлекуинс» — в 2000—2001 годах (5 матчей). В составе «Уоспс» — обладатель Английского кубка 1999 и 2000 годов. В 2003 году на любительском уровне выступал за клуб «Росслин Парк».
Майк выступал за сборную Англии по регби-7 и был её капитаном: в 1998 году был капитаном сборной на играх Содружества в Куала-Лумпуре, в 2001 году — капитан сборной на чемпионате мира в Аргентине.

## Тренерская карьера

### Англия (2004—2006)
В сезоне 2003/2004 Фрайдей, работавший до этого помощником тренера национальной сборной по регби-7 Джо Лайдона, сам возглавил сборную Англии. Работая в сборной по регби-7, он добился того, что сборная при нём завоевала серебряные медали на Играх Содружества 2006 года в Мельбурне, выиграла в 2006 году в 4-й раз за последние 5 лет ежегодный турнир в Гонконге, а также дважды (в 2004 и 2005 годах) победила на ежегодном турнире в Дубае.
В том же 2006 году он покинул пост тренера, занявшись бизнес-деятельностью в Лондонском Сити: он стал сертифицированным оценщиком, членом Королевского общества сертифицированных оценщиков недвижимости.

### Кения (2012—2013)
25 мая 2012 года Майк Фрайдей был назначен тренером сборной Кении по регби-7 по решению руководства Регбийного союза Кении, которая на тот момент занимала 13-е место в Мировой серии и находилась на грани вылета из «команд ядра». Однако под его руководством сборная Кении в Мировой серии 2012/2013 сенсационно дошла до финала этапа в Веллингтоне в 2013 году, проиграв только в овертайме Англии 19:24, а также заняла 5-е место на этапе в Лондоне. Всего в сезоне 2012/2013 команда набрала 99 очков, заняв 5-е место по итогам всего розыгрыша Мировой серии, а также выиграла чемпионат Африки, попав на Олимпиаду в Рио-де-Жанейро. Среди болельщиков Фрайдей получил прозвище «Отойо» (англ. Otoyo). Однако из-за серьёзных разногласий с чиновниками Регбийного союза Фрайдей покинул сборную, сославшись также на сокращение расходов на команду.

### США (2014—2024)
В июле 2014 года Фрайдей заключил контракт с Регби США, по которому возглавил национальную команду по регби-7: переговоры с ним вёл исполнительный директор Регби США Найджел Мелвилл, в прошлом капитан сборной Англии по регби, игрок клуба «Лондон Уоспс» и непосредственно тренер клуба «Лондон Уоспс» в годы выступления Фрайдея в составе «ос». Некоторое время Фрайдей совмещал должность тренера сборной с должностью тренера клуба «Лондон Скоттиш», но 14 мая 2015 года официально ушёл из клуба, сосредоточившись на делах сборной. Под его руководством сборная США стала серебряным призёром Мировой серии по регби-7 сезона 2018/2019.
Фрайдей выводил сборную США на Олимпийские игры 2016, 2020 и 2024 годов, занимая с командой 9-е, 6-е и 8-е места соответственно. 9 августа 2024 года он заявил об уходе с поста тренера сборной.

## Личная жизнь
Супруга — Ди, дети — Харрисон и Лукас.

## Тренерские результаты
Для Мировой серии по регби-7
| Сезон     | Сборная | Итог |
| --------- | ------- | ---- |
| 2004/2005 | Англия  | 3    |
| 2005/2006 | Англия  | 2    |
| 2012/2013 | Кения   | 5-е  |
| 2014/2015 | США     | 6-е  |
| 2015/2016 | США     | 6-е  |
| 2016/2017 | США     | 5-е  |
| 2017/2018 | США     | 6-е  |
| 2018/2019 | США     | 2    |
| 2019/2020 | США     | 7-е  |
| 2020/2021 | США     | 5-е  |
| 2021/2022 | США     | 6-е  |
| 2022/2023 | США     | 10-е |
| 2023/2024 | США     | 9-е  |